# シグニフィカント・アザー
『シグニフィカント・アザー』（Significant Other）は、アメリカ合衆国のミクスチャー・ロック（ニュー・メタル）バンド、リンプ・ビズキットの2枚目のアルバム。アメリカのビルボード200で初登場1位を記録。北米で800万枚、ヨーロッパで100万枚以上を売り上げた、バンド初の全世界で商業的成功を収めた作品である
。

## 概要
- アメリカのアルバム・チャートで初週64万枚を売上げ、3週連続1位を維持。4週目で2位に落ちるものの6週目で再び1位に返り咲き、北米での人気を不動のものとした[3]。
- バンドは前作から更なる音楽性を求めた。プロデューサーにパンテラやデフトーンズを手掛けたテリー・デイトを抜擢。ラッパーのメソッド・マンとレコーディングした本格的なヒップホップへのアプローチや、多彩なゲスト・ボーカルを迎えての多次元的なロック表現が、批評家から好評価を得た。
- フレッド・ダーストは「Re-Arranged」と「N 2 Gether Now」のミュージックビデオを撮影し、監督としてのキャリアを開始。
- ウッドストック・フェスティバル'99など国内外問わず人気バンドらしい勢力的なライブ・パフォーマンスが評価される一方、メンバーの素行問題も浮き彫りになり、次第にメディアから批判を受けるようになる。しかしアルバムへのセールスに影響は出なかった[4]。

## 収録曲
1. "Intro" - 0:37
2. "Just Like This" - 3:35
3. "Nookie" - 4:49 - 1stシングル
前作の叙情的な内容を減らし、フレッドが元カノを糾弾するという歌詞としてもバンドサウンドとしても野心的なトラック。曲名の由来はポルノ雑誌の表紙に書かれた単語から。
ラジオでヘビープレイされる等、人気を一躍高めたバンドの代表曲。2000年のグラミー賞ベスト・ハードロック・パフォーマンス部門に初ノミネート。
ミュージックビデオは、ウッドストック99で起きた暴動を扇動したとしてバンドが指名手配を受けるというコンセプトから作られた。
4. "Break Stuff" - 2:46 - 4thシングル
ミュージックビデオに数多くのゲストがカメオ出演。スヌープ・ドッグ、コーンのジョナサン・デイヴィス、ドクター・ドレ、エミネムとその娘、レッド・ホット・チリ・ペッパーズのフリー、俳優アレック・ボールドウィン、元プロ野球選手デレク・ジーター等。ライブ演奏リストの定番。他バンドからのカバーも多い人気曲。
5. "Re-Arranged" - 5:54 - 2ndシングル
ミュージックビデオは、ウッドストック騒動の裁判で有罪判決が下り、バンドメンバーが牛乳で溺死させられるという内容。フレッドの母親が出演。
6. "I'm Broke" - 3:59
前作での収録を見送られた曲を再編。
7. "Nobody Like You" - 4:20
コーンのジョナサンと元ストーン・テンプル・パイロッツのスコット・ウェイランドがゲスト参加。ジョン・オットーがドラムソロを初披露。
8. "Don't Go Off Wandering" - 3:59
ウェス・ボーランドの弟スコット・ボーランドが作曲に参加。デモバージョンではシステム・オブ・ア・ダウンのサージ・タンキアンが参加するも製品版ではカットされている。
余談だが、フレッドはタップルートのメジャーデビュー契約を巡ってシステム・オブ・ア・ダウンのレコード会社と対立。フレッドはコーン主催のファミリー・ヴァリューズ・ツアーからシステム・オブ・ア・ダウンを外した[5]。
9. "9 Teen 90 Nine" - 4:36
映画『ワイルド・スピード』のトレーラーで使用された。
10. "N 2 Gether Now" - 4:49 - 3rdシングル
ロック界隈と仕事をしたいメソッド・マンとストレートなヒップホップ曲を録りたいフレッド、両者の思惑が一致して生まれたトラック。
サム・リヴァースとウェスは作曲に不参加。サンプリングはアニー・シャランの「Sonate No.2 Allegro Maestoso」のハープ音から。
11. "Trust?" - 4:59
12. "No Sex" - 3:54 
ステインドのアーロン・ルイスが参加。
13. "Show Me What You Got" - 4:26
14. "A Lesson Learned" - 2:40
15. "Outro" - 7:18